# Miss Mundo 1994

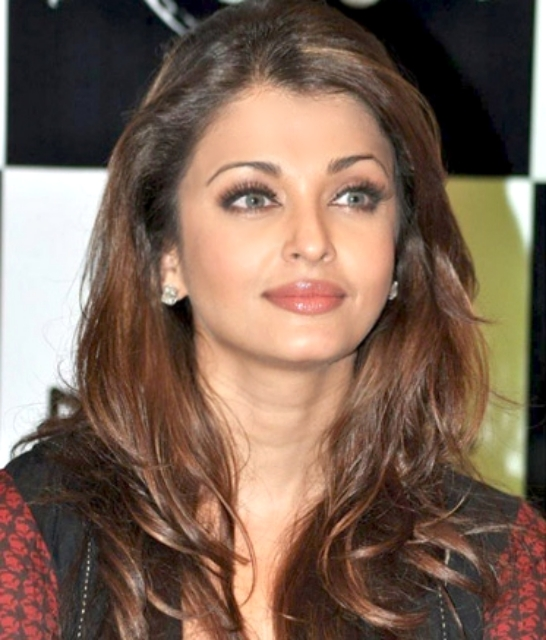
Aishwarya Rai, miss mundo do ano 1994

O 44º Concurso Miss Mundo aconteceu em Sun City, África do Sul. Foram 87 participantes e a vencedora foi Aishwarya Rai, da Índia.